# Andrea Podestà
Il barone Andrea Podestà (Genova, 26 maggio 1832 – Genova, 4 marzo 1895) è stato un politico italiano.

## Biografia
Fu senatore del Regno d'Italia nella XV legislatura.
È stato sindaco di Genova tra il 1866 ed il 1873, tra il 1883 ed il 1887 e tra il 1892 ed il 1895. A lui si deve il rinnovamento della città che portò alla costruzione di via XX Settembre.
Ad Andrea Podestà è dedicato un corso nel quartiere di Portoria che passa al di sopra del Ponte Monumentale.